# Pelahatchie
Pelahatchie és una població dels Estats Units a l'estat de Mississipi. Segons el cens del 2000 tenia 1.461 habitants.

## Demografia
Segons el cens del 2000, Pelahatchie tenia 1.461 habitants, 525 habitatges, i 387 famílies. La densitat de població era de 175,2 habitants per km².
Dels 525 habitatges en un 30,9% hi vivien nens de menys de 18 anys, en un 47,2% hi vivien parelles casades, en un 20,6% dones solteres, i en un 26,1% no eren unitats familiars. En el 22,9% dels habitatges hi vivien persones soles el 9,9% de les quals corresponia a persones de 65 anys o més que vivien soles. El nombre mitjà de persones vivint en cada habitatge era de 2,77 i el nombre mitjà de persones que vivien en cada família era de 3,22.
Per edats la població es repartia de la següent manera: un 26,2% tenia menys de 18 anys, un 10,9% entre 18 i 24, un 28,1% entre 25 i 44, un 23,6% de 45 a 60 i un 11,2% 65 anys o més.
L'edat mediana era de 35 anys. Per cada 100 dones de 18 o més anys hi havia 93,9 homes.
La renda mediana per habitatge era de 31.597 $ i la renda mediana per família de 37.313 $. Els homes tenien una renda mediana de 28.145 $ mentre que les dones 20.813 $. La renda per capita de la població era de 14.950 $. Entorn de l'11,5% de les famílies i el 16% de la població estaven per davall del llindar de pobresa.

## Poblacions més properes
El següent diagrama mostra les poblacions més properes.